# Gheorghe Dumitrache
Gheorghe Dumitrache (* 3. Mai 1923 in Produlești, Kreis Dâmbovița) ist ein ehemaliger rumänischer Politiker der Rumänischen Kommunistischen Partei PCR (Partidul Comunist Român) und Diplomat, der unter anderem zwischen 1982 und 1983 Botschafter in der Mongolischen Volksrepublik sowie von 1983 bis 1985 Botschafter in Kuba war.

## Leben
Gheorghe Dumitrache absolvierte von 1938 bis 1941 eine Berufsausbildung zum Mechaniker in dem Bukarester Unternehmen „Lemaître“ und war im Anschluss bis 1946 in diesem Unternehmen tätig, das später in Uzinele „Mátyás Rákosi“ umbenannt wurde. Am 23. August 1944, dem Tag des Königlichen Staatsstreichs, wurde er Mitglied der Gewerkschaft und der kommunistischen Jugendorganisation UTC (Uniunea Tineretului Comunist) sowie im März 1945 auch Mitglied der damaligen Kommunistischen Partei Rumäniens PCdR (Partidul Comunist din Romania) und später Sekretär der Parteigrundorganisation und Verantwortlicher für Jugendarbeit im Parteikomitee der „Mátyás Rákosi“-Fabrik. 1946 absolvierte er einen sechsmonatigen Lehrgang an der Parteihochschule „Ștefan Gheorghiu“ und war daraufhin zunächst Instrukteur sowie anschließend zwischen November 1947 und 1949 Leiter der Kaderabteilung im Parteikomitee des Bukarester Sektors 2. Daraufhin leitete er von 1949 bis September 1950 die Kaderabteilung des Volksrates und des provisorischen Parteikomitees von Bukarest. Nach einem Studium an der Parteihochschule „Ștefan Gheorghiu“ zwischen September 1950 und September 1951 blieb er dort bis 1952 als Gruppenorganisator und Assistent. Danach wechselte er in die zentrale Parteiverwaltung, war zwischen 1952 und März 1955 zunächst Aktivist, dann Instrukteur in der Abteilung Allgemeine Angelegenheiten des Zentralkomitees (ZK) der damaligen Rumänischen Arbeiterpartei PMR (Partidul Muncitoresc Român). Von 1955 bis zum 4. Juni 1956 war er Sekretär des PMR-Komitees des Bukarester Ortsteils „1 Mai“, anschließend bis September 1957 Leiter der Abteilung Propaganda und Agitation sowie Mitglied des Stadtparteikomitees von Bukarest.
Dumitrache studierte zwischen 1957 und 1959 an der Fakultät für Politische Ökonomie der Parteihochschule „Ștefan Gheorghiu“ und war daraufhin von 1959 bis 1962 erst stellvertretender Leiter und zuletzt Leiter der Abteilung Kultur des Volksrates von Bukarest sowie Mitglied des Stadtparteikomitees von Bukarest. Er war danach zwischen 1962 und 1965 Propagandasekretär des Parteikomitees des Bukarester Ortsteils „Tudor Vladimirescu“. Anschließend wechselte er abermals in die zentrale Parteiverwaltung und war dort zwischen 1965 und dem 13. März 1971 erst Gebietsinstrukteur, danach bis zum 1. November 1971 Instrukteur, dann bis zum 19. März 1974 stellvertretender Chef einer Sektion der ZK-Abteilung Propaganda. Danach war er bis zum 14. Dezember 1977 Erster Sekretär des Stadtparteikomitees sowie Vorsitzender des Exekutivkomitees des Volksrates der Stadt Brașov. Auf dem Elften Parteitag der PCR (24. bis 27. November 1974) wurde er Mitglied des ZK der PCR und gehörte diesem Gremium nach seiner Wiederwahl auf dem Zwölften Parteitag der PCR (19. bis 23. November 1979) bis zum Dreizehnten Parteitag der PCR (19. bis 22. November 1984) an. 1975 wurde er für die PCR erstmals Mitglied der Großen Nationalversammlung (Marea Adunare Națională) und vertrat in dieser bis 1980 den Wahlkreis Nr. 1 Orașul Vechi sowie im Anschluss zwischen 1980 und 1985 den Wahlkreis Nr. 9 Făgăraș, zwei Wahlkreise im Kreis Brașov. In dieser Zeit war er zwischen dem 22. März 1975 und dem 1. April 1980 Mitglied des Rechtsausschusses sowie im Anschluss bis 1985 Vizevorsitzender des Ausschusses für Industrie, Wirtschaft und Finanzen.
Am 14. Dezember 1977 übernahm Gheorghe Dumitrache in Personalunion die Posten als Erster Sekretär des PCR-Komitees sowie als Vorsitzender des Exekutivkomitees des Volksrates im Kreis Brașov und bekleidete diese Funktionen bis zum 5. Oktober 1982. Er wurde auf dem Zwölften Parteitag der PCR (19. bis 23. November 1979) außerdem Kandidat des Politischen Exekutivkomitees des ZK und behielt diese Funktion bis zum 8. Oktober 1982. Zugleich wurde er am 27. März 1980 Mitglied der ZK-Kommission für Angelegenheiten der Partei- und Staatskader. Er war im Anschluss zwischen dem 30. November 1982 und dem 27. Mai 1983 außerordentlicher und bevollmächtigter Botschafter in der Mongolischen Volksrepublik. Zuletzt fungierte er vom 27. Mai 1983 bis zum 4. März 1985 als Botschafter in Kuba.
Für seine langjährigen Verdienste wurde Dumitrache unter anderem 1958 mit dem Stern der Volksrepublik Rumänien Dritter Klasse (Ordinul Steaua Republicii Populare Române) ausgezeichnet.